# 孫光憲
孫光憲（896年—968年），字孟文，自號葆光子。陵州貴平（今屬四川仁壽縣東北）人。五代詞人。
唐昭宗乾寧三年（896年）出生。出生農家，好讀書，喜抄書，至老不廢。五代後唐時，曾任陵州判官，後得梁震之薦，荊南高季興聘為掌書記。歷事高季興、高從誨、高保融、高保勗、高繼沖諸王，累官至檢校秘書監兼御史大夫賜金紫。後勸高繼沖獻地納降，宋太祖聞之甚悅，授黃州刺史。孫光憲立志于撰修史书，在荊南期間，作有《续通历》與《北夢瑣言》。能填詞，屬花間詞派，作有《浣溪沙》、《菩薩蠻》、《虞美人》等，陳廷焯说他“詞氣甚遒，措辭亦多警練，然不及溫韋處亦在此，坐少閒逸之致”。乾德六年（968年）宰相薦為學士，未及召用而卒。另有《荊臺集》30卷、《筆傭集》3卷、《北夢瑣言》30卷等。今存《北夢瑣言》20卷。《花間集》收其詞61首。